# Conceição do Tocantins
Conceição do Tocantins is een gemeente in de Braziliaanse deelstaat Tocantins. De gemeente telt 4.541 inwoners (schatting 2009).